# خوان ادواردو مارتین
خوان ادواردو مارتین (انگلیسی: Juan Eduardo Martín؛ زادهٔ ۲۷ آوریل ۱۹۸۲) بازیکن فوتبال اهل آرژانتین است.